# Крислох

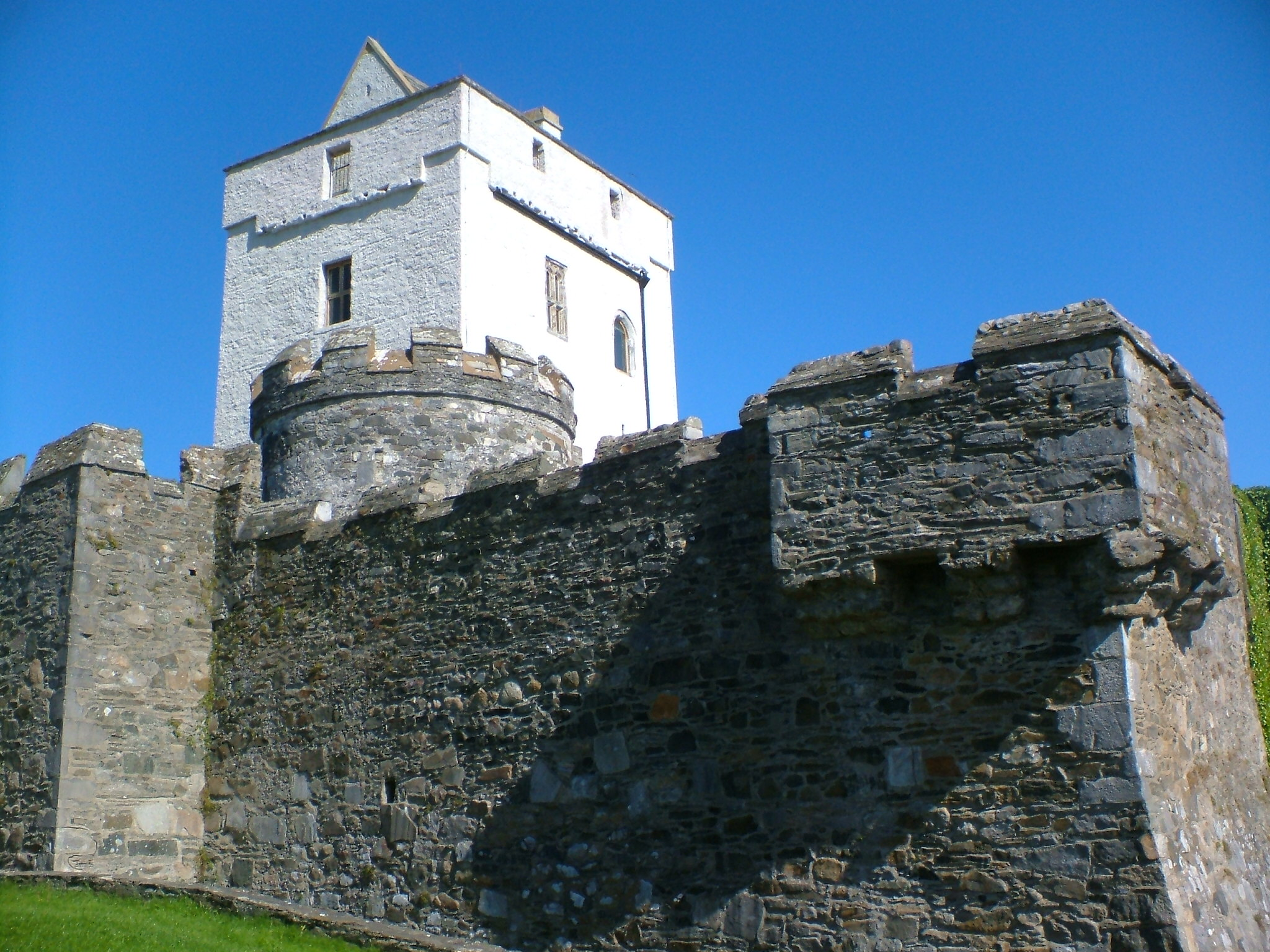
Замок До, расположенный неподалёку

Крислох (англ. Creeslough; ирл. An Craoslach) — деревня в Ирландии, находится в графстве Донегол (провинция Ольстер).

## Демография
Население — 327 человек (по переписи 2006 года). В 2002 году население было 304 человека. 
Данные переписи 2006 года:
| Общие демографические показатели |               |                               |                               |      |      |
| Всё население                    | Всё население | Изменения населения 2002—2006 | Изменения населения 2002—2006 | 2006 | 2006 |
| 2002                             | 2006          | чел.                          | %                             | муж. | жен. |
| 304                              | 327           | 23                            | 7,6                           | 159  | 168  |